# Live at the Channel Boston M.A. 1988
Albums de Iggy Pop
Instinct
(1988) Brick by Brick
(1990)
Live at the Channel Boston, M.A. 1988 est un album enregistré en public du chanteur de rock américain Iggy Pop. Il est sorti en France en  1990 sur le label français Revenge Records.

## Historique
Un mois après la sortie de son album, Instinct, Iggy Pop part en tournée pour le promouvoir. Pour cela, il s'entoure de Shamus Beghan aux claviers et à la guitare, Alvin Gibbs ex-UK Subs à la basse, Andy McCoy (Hanoi Rocks) à la guitare et Paul Garisto (Psychedelic Furs) à la batterie. 
Cet album fut enregistré dans un club de Boston, The Channel, le 19 juillet 1988 et l'a été pour être diffusé à la radio. Il comporte principalement des titres de l'album Instinct et des titres qu'Iggy a enregistré avec les Stooges. On y trouve aussi deux chansons de l'album Kill City (Kill City et Johanna) et 5 Foot 1 qui fut enregistré pour l'album New Values.
Les photos de l'album sont l'œuvre du photographe français, Claude Gassian.

## Liste des titres
| No  | Titre               | Auteur                | de l'album        | Durée |
| --- | ------------------- | --------------------- | ----------------- | ----- |
| 1.  | Instinct            | Iggy Pop              | Instinct, 1988    | 3:18  |
| 2.  | Kill City           | Pop, James Williamson | Kill City, 1977   | 2:38  |
| 3.  | 1969                | Pop, Ron Asheton      | The Stooges, 1969 | 2:40  |
| 4.  | Penetration         | Pop, Williamson       | Raw Power, 1973   | 2:23  |
| 5.  | Power and Freedom   | Pop, Steve Jones      | Instinct, 1988    | 4:18  |
| 6.  | Your Pretty Face    | Pop, Williamson       | Raw Power, 1973   | 4:07  |
| 7.  | High On You         | Pop                   | Instinct, 1988    | 5:03  |
| 8.  | 5 Foot 1            | Pop                   | New Values, 1979  | 4:00  |
| 9.  | Johanna             | Pop, Williamson       | Kill City, 1977   | 2:34  |
| 10. | Easy Rider          | Pop                   | Instinct, 1988    | 4:33  |
| 11. | Tuff Baby           | Pop                   | Instinct, 1988    | 4:20  |
| 12. | 1970                | Pop, Asheton          | Fun House         | 3:57  |
| 13. | Search and Destroy  | Pop, Williamson       | Raw Power, 1973   | 3:58  |
| 14. | Squarehead          | Pop, Jones            | Instinct, 1988    | 5:02  |
| 15. | No Fun              | Pop, Asheton          | The Stooges, 1969 | 3:48  |
| 16. | I Wanna Be Your Dog | Pop, Asheton          | The Stooges, 1969 | 3:50  |

## Musiciens
- Iggy Pop: chant
- Seamus Beaghen : claviers, guitares
- Alvin Gibbs: bass
- Andy McCoy: guitares
- Paul Garisto: batterie